# Make Me Proud
Singles de Drake
Mr. Wrong
(2011) Round of Applause
(2011)
Singles par Nicki Minaj
Fireball
(2011) Dance (A$$)
(2011)
Make Me Proud est une chanson du rappeur canadien Drake extraite de son second album studio, Take Care (2011). Elle est sortie en tant que second single de l'album le 16 octobre 2011. La chanson en collaboration avec la rappeuse trinidadienne Nicki Minaj a été produite par T-Minus et Nikhil Seetharam. Le 27 mars 2012, Make Me Proud a été certifié disque de platine par la Recording Industry Association of America (RIAA) avec plus de 1 000 000 d'exemplaires vendus aux États-Unis.

## Classement
| Classement (2011)              | Meilleure position |
| ------------------------------ | ------------------ |
| Australie (ARIA)               | 95                 |
| Canada (Hot 100)               | 25                 |
| Royaume-Uni (UK R&B Chart)     | 16                 |
| Royaume-Uni (UK Singles Chart) | 49                 |
| États-Unis (Hot 100)           | 9                  |
| Classement (2012)              | Meilleure position |
| États-Unis (R&B/Hip-Hop Songs) | 1                  |
| États-Unis (Rap Songs)         | 1                  |

## Certifications
| Pays              | Certifications | Ventes    |
| ----------------- | -------------- | --------- |
| États-Unis (RIAA) | Platine        | 1 000 000 |
| Royaume-Uni (BPI) | Argent         | 200 000   |

## Historique de sortie
| Région      | Date            | Format                 |
| ----------- | --------------- | ---------------------- |
| États-Unis  | 16 octobre 2011 | Téléchargement digital |
| Canada      | 16 octobre 2011 | Téléchargement digital |
| Royaume-Uni | 23 octobre 2011 | Téléchargement digital |